# Păsăreni (gmina)
Păsăreni – gmina w Rumunii, w okręgu Marusza. Obejmuje miejscowości Bolintineni, Gălățeni i Păsăreni. W 2011 roku liczyła 1919 mieszkańców.